# Bielawka (województwo kujawsko-pomorskie)
Bielawka – dawna osada leśna w województwie kujawsko-pomorskim, w powiecie żnińskim, w gminie Rogowo.
1 stycznia 2024 nazwa miejscowości została zniesiona.
W latach 1975–1998 miejscowość administracyjnie należała do województwa bydgoskiego.